# Solaris Trollino

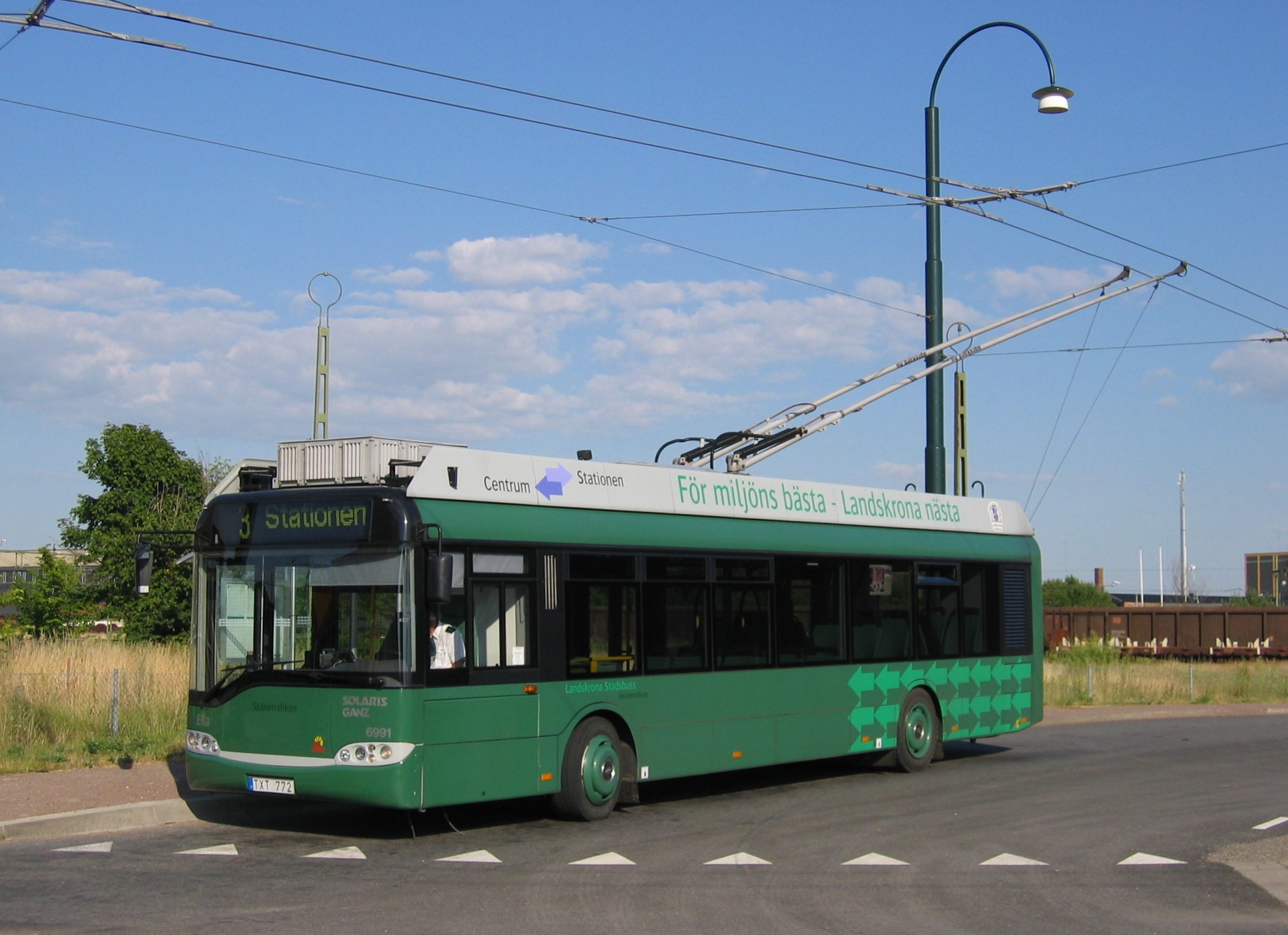
Trolejbus Solaris Trollino 12 ve švédském městě Landskrona

Solaris Trollino je řada nízkopodlažních trolejbusů, které jsou vyráběny polskou firmou Solaris Bus & Coach.
Trolejbusy Trollino jsou vyráběny od roku 2001 na bázi nízkopodlažních autobusů Solaris Urbino. Karoserie, které se od autobusových téměř neliší, jsou vyráběny v Polsku, různorodá elektrická výzbroj je do vozů montována v dalších firmách.
Grafickým symbolem trolejbusů Trollino je zelený jezevčík, který má od roku 2005 dlouhé vodítko, jenž připomíná sběrače proudu.
Existují čtyři délkové varianty:
- Solaris Trollino 12 – standardní dvounápravový 12metrový vůz
- Solaris Trollino 15 – třínápravový 15metrový vůz (vyráběn do roku 2018)
- Solaris Trollino 18 – třínápravový dvoučlánkový (kloubový) 18metrový vůz
- Solaris Trollino 24 – čtyřnápravový tříčlánkový (kloubový) 24metrový vůz (prototyp 2019)

Do karoserií Solaris je v Plzni zabudovávána také elektrická výzbroj od firmy Škoda Electric. Pokud je dodavatelem takových trolejbusů Škoda Electric, nesou značku Škoda: Škoda 26Tr (12 m), Škoda 27Tr (18 m) a Škoda 28Tr (15 m).